# 聯合國安全理事會第76號決議
《聯合國安理會76號決議》是1949年10月5日在聯合國安全理事會第449次會議通過的。安理會收到駐巴達維亞領事委員會發來的電報，內容請求聯合國負責駐印度尼西亞軍事觀察員的未來費用，這項決議決定將該信函送交聯合國秘書長。
該決議烏克蘭蘇維埃社會主義共和國反對和蘇聯棄權下，以9票對1票通過。

## 外部連結
- 76號決議全文 （页面存档备份，存于）